# Az RTL+ saját gyártású műsorainak listája
A listában az RTL+ saját készítésű műsorai szerepelnek tematikus bontásban.

## Jelenlegi műsorok

### Szkriptelt sorozatok
| Sorozat címe  | Bemutató             | Évad    | Státusz         | Forrás |
| ------------- | -------------------- | ------- | --------------- | ------ |
| A renitens    | 2024. február 23.    | 3. évad | bemutatásra vár | [ 1 ]  |
| Bróker Marcsi | 2025. szeptember 11. | 1. évad | bemutatásra vár | [ 2 ]  |

### Show-műsorok
Ebben a táblázatban a csak RTL+-on megtekinthető műsorok szerepelnek.
| Műsor címe         | Bemutató          | Évad     | Státusz         | Forrás |
| ------------------ | ----------------- | -------- | --------------- | ------ |
| Való Világ         | 2024. május 5.    | 13. évad | bemutatásra vár | [ 3 ]  |
| Pusztakezes Viadal | 2025. április 19. | 1. évad  | adásban         | [ 4 ]  |
| Exek csatája       | 2025. június 18.  | 1. évad  | adásban         | [ 5 ]  |

### RTL+-on egy résszel előrébb
Ez a táblázat az RTL+ premier műsorait tartalmazza, amelyek mindig egy résszel később kerülnek adásba az RTL-en.
| Műsor címe          | Bemutató            | Évad    | Státusz          | Premier műsorsáv    | Forrás |
| ------------------- | ------------------- | ------- | ---------------- | ------------------- | ------ |
| Határtalan szerelem | 2025. május 5.      | 1. évad | függőben         |                     |        |
| Ingatlanvadászok    | 2025. június 2.     | 1. évad | függőben         |                     |        |
| Házasodna a gazda   | 2025. szeptember 1. | 8. évad | szeptember 1-től | hétköznap esténként | [ 6 ]  |
| Nyerő Páros         | 2025. szeptember 1. | 9. évad | szeptember 1-től | hétköznap esténként | [ 7 ]  |

### Rövid nem-szkriplelt/egyéb műsorok
| Műsor címe                      | Bemutató            | Státusz | Forrás |
| ------------------------------- | ------------------- | ------- | ------ |
| UEFA-bajnokok ligája            | 2024. augusztus 20. | adásban |        |
| Molnár Martin útja a Forma 1-be | 2025. június 23.    | adásban | [ 8 ]  |

## Bejelentett, premier előtt álló műsorok

### Szkriptelt sorozatok
| Sorozat címe | Várható premier | Évad    | Státusz        | Forrás |
| ------------ | --------------- | ------- | -------------- | ------ |
| Aranyszív    | 2025            | 1. évad | forgatás alatt | [ 9 ]  |

## Befejezett műsorok

### Szkriptelt sorozatok
| Sorozat címe       | Bemutató           | Évadok száma | Epizódok száma | Megjegyzés                                                                      |
| ------------------ | ------------------ | ------------ | -------------- | ------------------------------------------------------------------------------- |
| A hentes           | 2021. július 5.    | 1            | 1              | Próbaepizód                                                                     |
| A Király           | 2022. november 16. | 1            | 10             | Minisorozat                                                                     |
| A Nagy Fehér Főnök | 2022. november 16. | 1            | 8              |                                                                                 |
| Apatigris          | 2023. január 18.   | 1            | 10             | Az 1–2. évad az RTL Klubon futott                                               |
| Ki vagy te         | 2022. november 16. | 1            | 20             |                                                                                 |
| Mellékhatás        | 2023. március 29.  | 1            | 11             | Az 1. évad az RTL Klubon futott Berendelték a 3. évadot, de aztán visszamondták |
| Nofilter           | 2019. október 28.  | 1            | 10             |                                                                                 |
| Valami Amerika     | 2023. október 18.  | 1            | 10             |                                                                                 |

### Show-műsorok
| Műsor címe                             | Bemutató           | Megjegyzés |
| -------------------------------------- | ------------------ | ---------- |
| Éden Hotel                             | 2023. november 20. |            |
| Főszerepben                            | 2022. november 16. |            |
| Gyertek át!                            | 2022. november 16. |            |
| KOKO                                   | 2024. október 5.   |            |
| Nyerő Páros – Barátok közt különkiadás | 2024. december 6.  |            |
| On the Spot                            | 2022. november 16. |            |

### Rövid nem-szkriplelt/egyéb műsorok
| Műsor címe                              | Bemutató           | Megjegyzés |
| --------------------------------------- | ------------------ | ---------- |
| Amit tudni akarsz                       | 2022. november 16. |            |
| A Konyhafőnök – Dzsungeltúra Armandóval | 2021. május 1.     |            |
| Mit nézel?                              | 2021. január 3.    |            |
| Portré                                  | 2022. november 18. |            |
| Purgatórium                             | 2023. május 3.     |            |